# Middlesex Senior Charity Cup
La Middlesex Senior Charity Cup es una competición de fútbol de sistema eliminatoria que se ha celebrado desde 1901. Fue presentada en 1901 por CS Goldmann, Esq. y se jugó por primera vez en la temporada 1901-02, siendo los primeros ganadores Clapton Orient. La competencia se dirige principalmente para los clubes que no son de la liga en la región, aunque se sabe que los equipos de la liga entran a la competencia, como Barnet, Chelsea y Q.P.R. Hayes ha ganado la competencia la mayoría de las veces, con 15 victorias (su primera victoria llegó en 1932 y la más reciente en 1991).
En 1988, la final, en la que Hendon venció a Wembley por 3-1, se jugó en el Estadio de Wembley.
El 25 de abril de 2007, Harrow Borough retuvo la Copa por segundo año al vencer a Brook House en el parque Wheatsheaf de Staines Town por 5-4 en los penaltis después de que el partido había terminado 0-0 después del tiempo extra. Los titulares de la temporada 2009-10 fueron North Greenford United , que venció a los titulares anteriores, Enfield Town , 1-0 en la final en el estadio Beveree Stadium de Hampton y Richmond. Enfield Town había vencido Hillingdon Borough 4-1 en la prórroga el 30 de abril de 2008 a Hayes y Yeading 's estadio camino de la iglesia. En la temporada 2008-09, la competencia se canceló después de que se jugara un partido de primera ronda.
La final de 2011/12 fue disputada entre dos equipos de la Southern Football League , mientras Northwood jugaba en Ashford Town . Northwood superó a los rivales Uxbridge 3-2 en la semifinal, mientras que Ashford Town venció a Rayners Lane por 4-0 para avanzar también a la final. El juego se jugó en el feriado bancario el lunes 7 de mayo en Grosvenor Vale en Ruislip, hogar de Wealdstone .
Ashford ganó el juego 4-2 en los penaltis después de haber terminado 4-4 al final de los 90 minutos. Town había luchado contra 3-0 contra Northwood para liderar 4-3 pero el empate de Romaine Walker llevó el juego a patadas puntuales.
Uxbridge ganó ediciones consecutivas de la copa. en 2012-13 derrotaron a un equipo joven de Brentford por 5-2, después de perder 2-0 en el descanso. Conservaron el trofeo en 2013-14 con una dura victoria por 3-1 sobre Wembley en Vale Farm.
La final 2014-15 vio a Harrow Borough , que ya había ganado la Middlesex Senior Cup 2014-15 , venció a Cockfosters 3-0 en la final el sábado 1 de agosto para completar el 'Middlesex doble'.
En la final 2015-16, Cockfosters, en la final por segunda temporada consecutiva, se enfrentará a Hanworth Villa . Sin embargo, Hanworth Villa obtendría una victoria por 2-0 el 2 de mayo de 2016 en la final disputada en Chestnut Avenue, sede de Northwood FC.

## Ganadores
- 1901-02 Clapton Orient
- 1902-03 West Hampstead
- 1903-04 Ealing
- 1904-05 Ealing
- 1905-06 West Hampstead
- 1906-07 Shepherds Bush
- 1907-08 Uxbridge
- 1908-09 Hounslow
- 1909-10 Enfield
- 1910-11 Southall
- 1911-12 Southall
- 1912- 13 Uxbridge
- 1913-14 Southall
- 1914-19 Sin competencia
- 1919-20 Enfield
- 1920-21 Botwell Mission
- 1921-22 Hampstead Town
- 1922-23 Southall & Botwell Mission (titulares conjuntos)
- 1923-24 Southall & Botwell Mission (titulares conjuntos)
- 1924-25 Barnet
- 1925-26 Botwell Mission
- 1926-27 Barnet & Hampstead Town (copropietarios)
- 1927-28 Southall
- 1928-29 Botwell Mission
- 1929-30 Wealdstone
- 1930-31 Wealdstone
- 1931-32 Enfield
- 1932-33 Hayes
- 1933-34 Hayes
- 1934-35 Uxbridge Town
- 1935-36 Golders Green
- 1936-37 Southall
- 1937-38 Wealdstone
- 1938-39 Wealdstone
- 1939-40 Wealdstone
- 1940-41 * Wealdstone
- 1941-42 * Wealdstone
- 1942-43 * Finchley
- 1943-44 * Tufnell Park
- 1944-45 * Golders Green
- 1945-46 Golders Green
- 1946-47 Hendon
- 1947-48 Hendon
- 1948-49 Hayes
- 1949-50 Wealdstone
- 1950 -51 Finchley
- 1951-52 Southall
- 1952-53 Hounslow Town
- 1953-54 Hendon
- 1954-55 Hayes
- 1955-56 Hounslow Town
- 1956-57 Hendon
- 1957-58 Finchley
- 1958-59 Enfield
- 1959-60 Hounslow Town
- 1960-61 Enfield
- 1961-62 Enfield & Hounslow Town (copropietarios)
- 1962-63 Hayes
- 1963-64 Wealdstone
- 1964-65 Finchley
- 1965 -66 Hounslow Town
- 1966-67 Sin competencia
- 1967-68 Wealdstone & Wembley (titulares conjuntos)
- 1968-69 Southall
- 1969-70 Hampton
- 1970-71 Hayes
- 1971-72 Hayes
- 1972-73 Hayes
- 1973-74 Finchley
- 1974-75 Hayes
- 1975-76 Hendon
- 1976-77 Hendon
- 1977-78 Hillingdon Borough
- 1978-79 Hendon
- 1979-80 Harrow Borough
- 1980-81 Wembley & Wealdstone (ganadores conjuntos)
- 1981-82 Uxbridge
- 1982-83 Wembley
- 1983-84 Southall
- 1984-85 Hendon
- 1985-86 Kingsbury Town
- 1986-87 Wembley
- 1987-88 Hendon
- 1988-89 Chelsea
- 1989-90 Chelsea
- 1990-91 Hayes
- 1991-92 Chelsea
- 1992-93 Harrow Borough
- 1993-94 Staines Town
- 1994-95 Wembley
- 1995-96 Hampton
- 1996-97 Edgware Town
- 1997-98 Hampton
- 1998-99 Hampton
- 1999-00 Ashford Town (Middlesex)
- 2000-01 Sin competencia
- 2001 -02 Enfield Town
- 2002-03 Feltham
- 2003-04 Wealdstone
- 2004-05 Yeading
- 2005-06 Harrow Borough
- 2006-07 Harrow Borough
- 2007-08 Enfield Town
- 2008-09 Sin competencia
- 2009-10 North Greenford United
- 2010-11 Wealdstone
- 2011-12 Ashford Town (Middlesex)
- 2012-13 Uxbridge
- 2013-14 Uxbridge
- 2014-15 Harrow Borough
- 2015-16 Hanworth Villa

Fuente